# Jan Zvěřina
Jan Zvěřina (* 22. února 1987 Třebíč) je český violoncellista, aranžér a vydavatel.

## Profesní kariéra a ocenění
Na violoncello hraje od šesti let. Vystudoval brněnskou a pražskou konzervatoř. V roce 2014 absolvoval HAMU v oboru violoncello. Jeden rok navštěvoval také Universität der Künste v Berlíně, kde studoval u světově proslulého violoncellisty a pedagoga Wolfganga Boettchera, pod jeho vedením se vyučoval soukromě i několik dalších let.
Je laureátem Heranovy violoncellové soutěže, soutěže konzervatoří v Teplicích, mezinárodní violoncellové soutěže Beethovenův Hradec, mezinárodní soutěže Leoše Janáčka a soutěže Maxe Regera v Německu.
V roce 2006 spoluzaložil uskupení Prague Cello Quartet. Soubor je úspěšným multižánrovým tělesem. Natočil pět hudebních alb: No1, Top secret, Happy, Broadway a Best of & More.
Produkoval klipy The Phantom of the Opera, Bohemian Rhapsody, které mají na kanálu YouTube mnohamilionová zhlédnutí.
Pod názvem Prague Cello Trio vystupoval v O2 areně nebo na Adventním koncertě České televize.
Během pandemie, kdy nemohl koncertovat, pracoval v oblasti IT pro ministerstvo zdravotnictví ČR a natočil v projektu 12X klipy Into The Unknown (2020), Pavane (2021) a Piráti z Karibiku (2022).
Pro společnost Concertissimo Entertainment natočil a režíroval hudební videa. Video La Rosa Purpurea získalo na soutěži Europe Music Awards ocenění v kategorii Best musician film.
V roce 2021 udělal konkurz do orchestru Státní opery Praha, kde zastává pozici zástupce koncertního mistra.
Hru na violoncello vyučuje na Mistrovských kurzech v Českém Krumlově.
Česká Televize o něm natočila dokument Cesty víry - Za zvuků violoncella 

## Osobní život
Pochází z muzikantské rodiny, má čtyři sourozence. Dětství a mládí prožil v Brně. Od roku 2010 je ženatý. S manželkou Ludmilou Marií Zvěřinovou má tři děti. Je praktikujícím katolíkem.